# حائط الموت

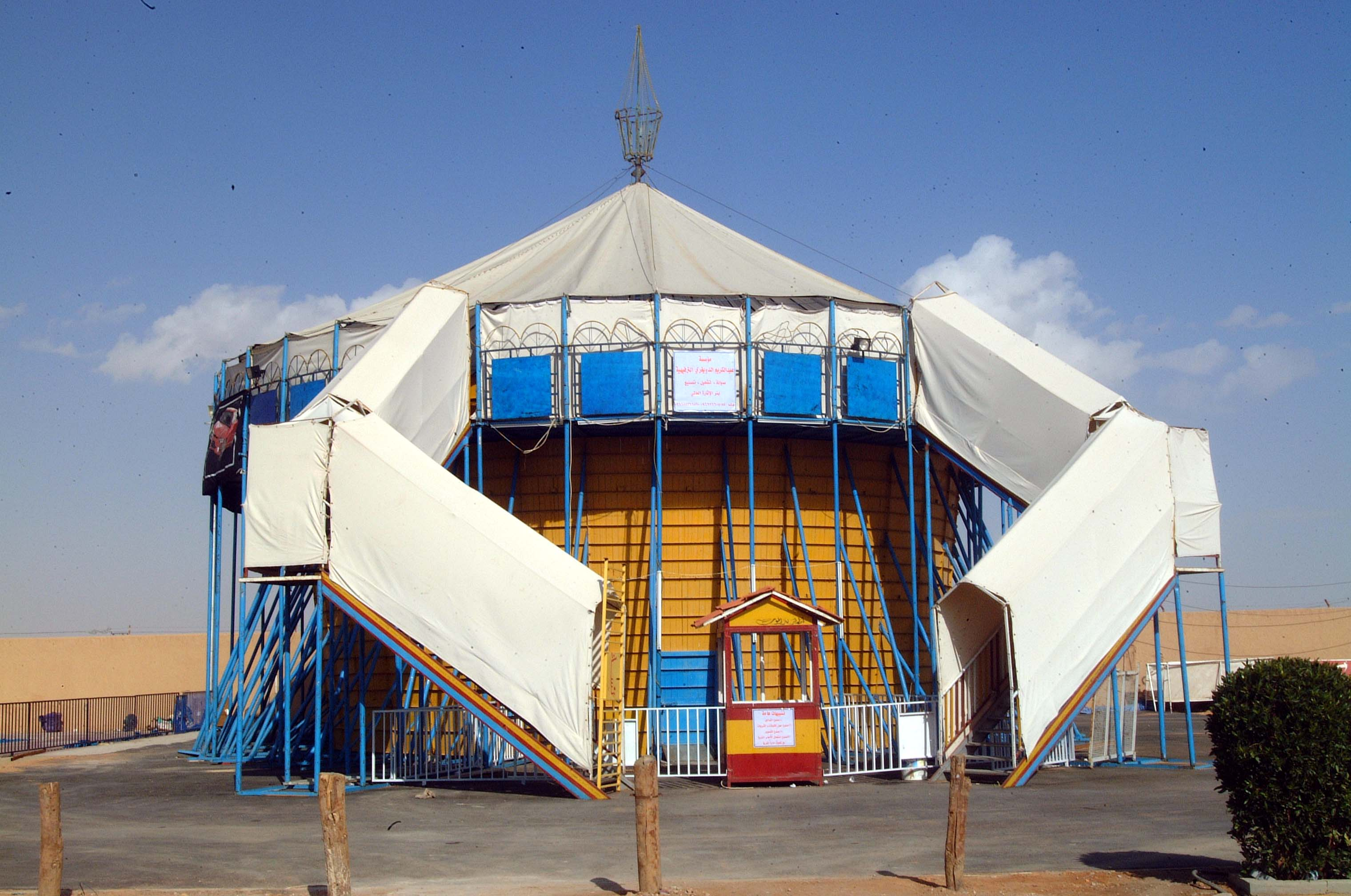
شكل حائط الموت في السعوديه من الخارج

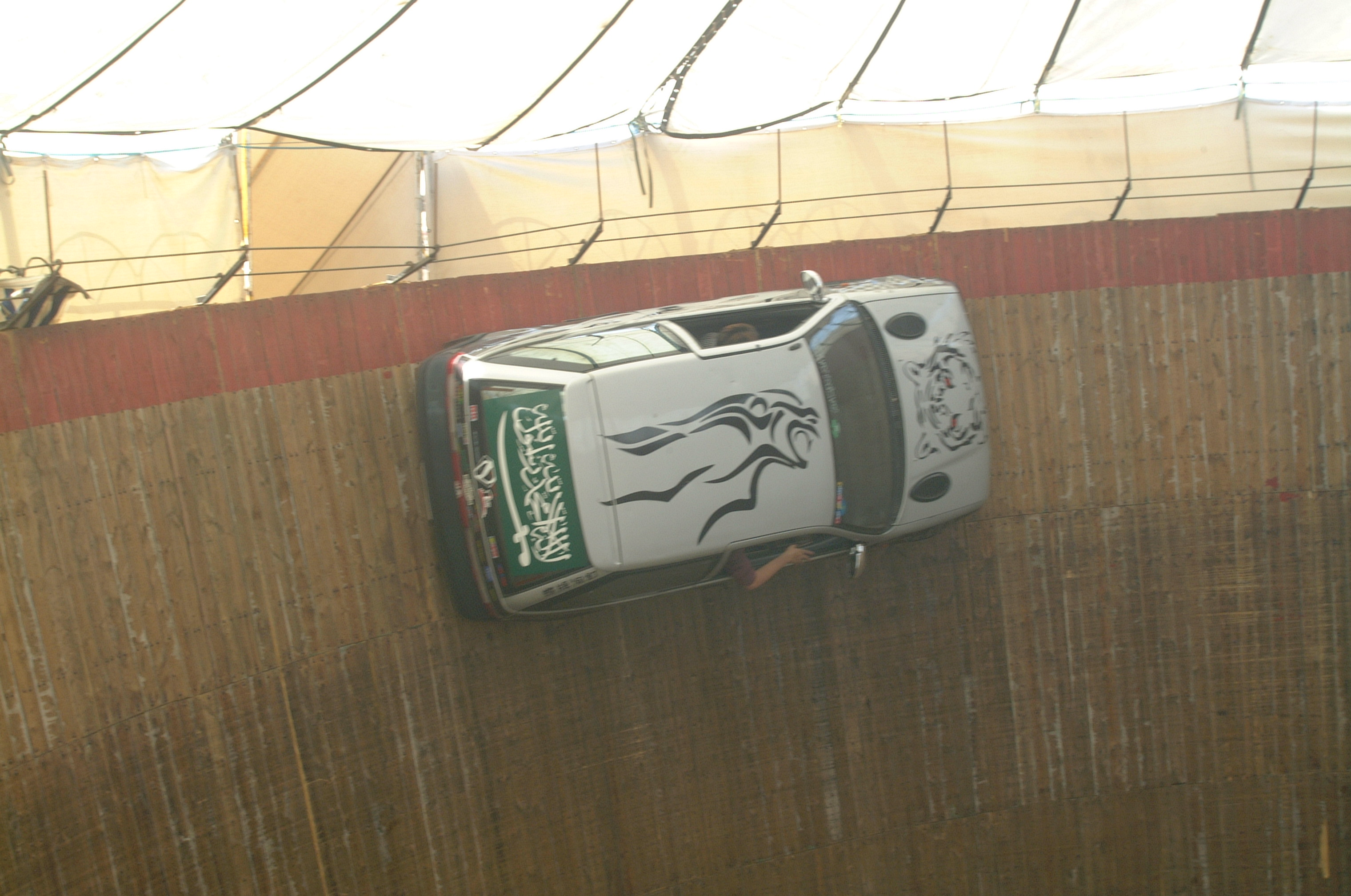
أول سعودي يقود السيارة داخل حائط الموت عام 2003 في الرياض الكابتن سعيد الدويغري

حائط الموت (بالإنجليزية: Wall of death)‏ (بالإنجليزية: motordrome)‏ (بالإنجليزية: silodrome)‏  بئر الموت  هو عرض يصاحب الكرنفال يضم أسطوانة خشبية على شكل صومعة أو برميل، يتراوح قطرها من 20 إلى 36 قدمًا (6.1 إلى 11.0 م) وتصنع من ألواح خشبية، واللتي يقود داخلها راكبي الدراجات النارية، أو سائقي السيارات الصغيرة، على طول الجدار الرأسي ويؤدون الأعمال المثيرة، التي تكون ثابتة علي الجدار بفضل قوة الطرد المركزي.

## نظرة عامة

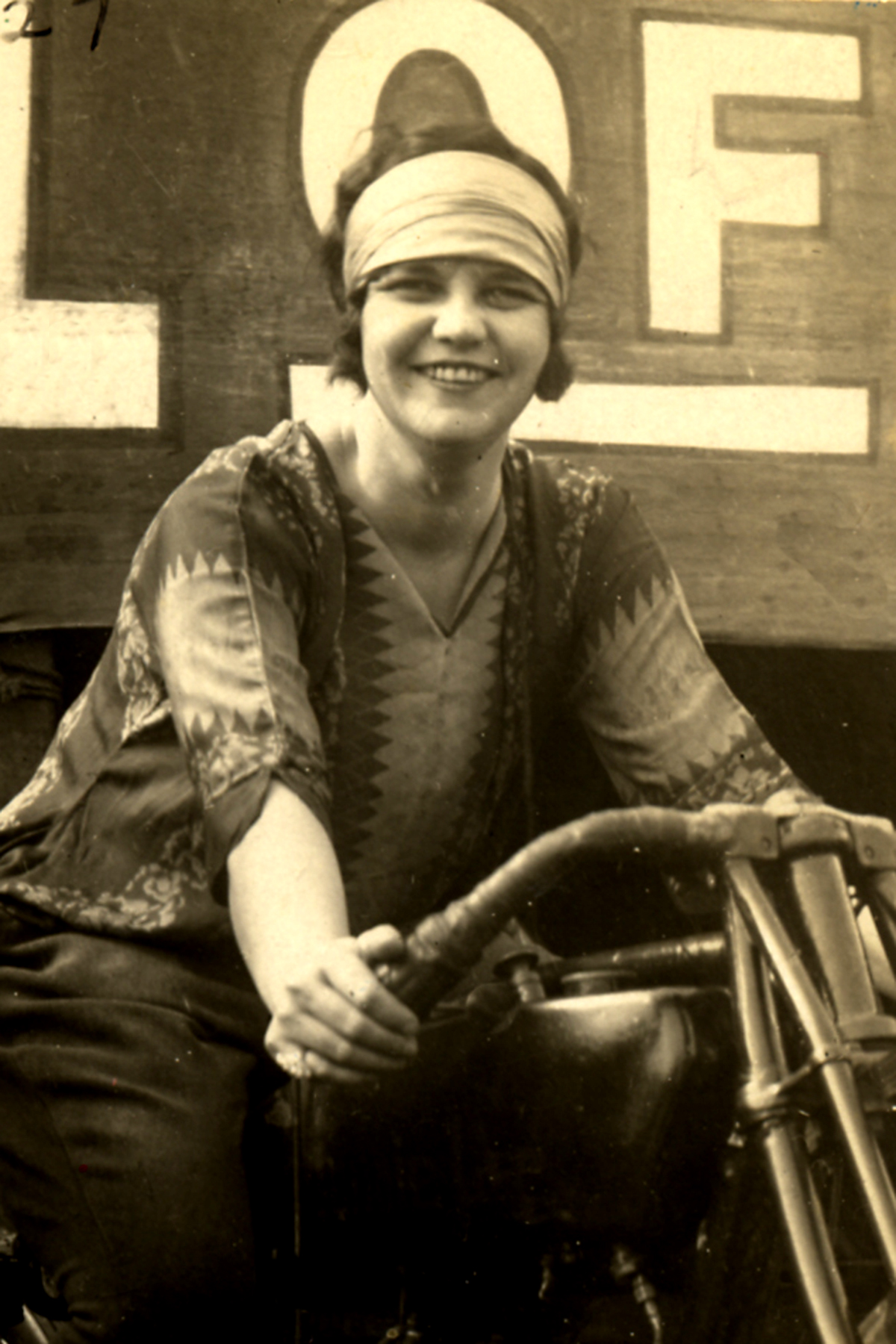
هازل ماريون إيتون, اللتي مثلت في فلم جدار الموت عام 1920

سباقات الدراجات البخارية الأمريكية (بالإنجليزية: motordrome)‏ ظهر في أوائل القرن العشرين (1900s)، ظهر لأول مرة كرنفال في متنزه كوني آيلاند (نيويورك) في عام 1911. بدأت تلك الظاهرة في العام التالي بالظهور في كرنفالات السفر. وبحلول عام 1915، ظهرت أول «السيلودرومات» مع جدران عمودية، وسرعان ما أطلق عليها اسم «جدار الموت» ، ماذكرة بريدسون جرين من بوفالو، نيويورك على الرغم من عدم وجود صومعة، إلا أن مجموعة المحركات الكبيرة في معرض باناما باسيفيك الدولي لعام 1915 تضمنت قسمًا رأسيًا مثاليًا في الأعلى كان يستخدمه كل من راكبي السيارات والدراجات النارية.

### الهند
في الهند، يُعرف الأستعراض أيضًا باسم «بئر الموت»  ((بالهندية: मौत का कुआँ) (maut dā khūh)) ويمكن رؤيته في مختلف المدن عبر البلاد. وبصرف النظر عن الدراجات النارية، قد يميز هذا العمل أيضا المركبات الأخرى مثل السيارات ،
قبل العرض يقوم الفريق ببناء أسطوانية مؤقتة يبلغ ارتفاعها حوالي 25 قدمًا وقطرها 30 قدمًا، أو بمساحه أوسع عندما يتم تضمين العرب بالسيارات، وهي مصنوعة من ألواح الخشب الصلب. يقف الجمهور على المنصة المبنية حول محيط البناء، وينظرون إلى البئر حيث يقود راكبو الدراجات النارية أو السيارات.

### المملكة المتحدة
ظهر أول جدار للموت في الجزر البريطانية في ساوثيند في يونيو 1929 في كورسال مدينة ملاهي كورسال، واحدة من المتنزهات الترفيهية الأولى في العالم، وظهرت الدراجات النارية داخل صومعه من الجدار الخشبي بمساحة 20 قدم وبحلول منتصف ثلاثينيات القرن العشرين، كان هناك 50 عرضًا من هذا القبيل تجول في المقاطعات، مع راكبين مثل آرثر برانون، وشملوا ركوب الدراجات الجانبية مع الحيوانات على متنها بما في ذلك لبؤة، لكن الحرب العالمية الثانية وضعت نهاية مؤقتة للعروض. استؤنف عدد قليل منهم بعد الحرب وظهر فيلم حائط عائلة تود في مهرجان [بريطانيا] في عام 1951، مع ركوب فرانك سينيور وجورج وجاك وبوب وفرانك جونيور. وغالبا ما كان يؤديها الدراجون النساء، بما في ذلك غلاديس سوتر يعتقد أنها أول امرأة متسابق في انكلترا، وفي وقت لاحق شقيقتها وينيفريد (وين) واللتي تزوجت من جورج تود أيضا متسابق الحائط. تواصل المرأة القيام بذلك حتى يومنا هذا.

### ألمانيا
بدأت جدران الموت في الظهور في معارض المرح الألمانية في أواخر 1920 من القرن العشرون. كانوا في الغالب من الشركات التي تم نقلها من المالك إلى المالك لعدة عقود. لم يكن من غير المألوف أن يغير جدار الموت اسمه عدة مرات حيث تم تمريره. على سبيل المثال، تم تشغيل جدار من الموت في عام 1928 بواسطة جوزيف روبريشت في ميونيخ تحت اسم "Die Steile Wand" أو "Todeswand" وتم تشغيله في وقت لاحق، في 1950من القرن العشرون، باسم "Die Auto-Steilwand" ومنذ عام 1984، "Motodrom"..
واليوم، هناك اثنين من جدار الموت لايزالان يتجولان في ألمانيا: "Motodrom" الأصلي، الذي يعمل منذ عام 2012 من دونالد «دون ستراوس» جانسلماير، وبيت توودزاند، افتتح في عام 1932 ويشتغل الآن بواسطة حيلة سريلانكية سائق جاغاث بيريرا. هم ما زالوا يشاركون في funfairs مثل Oktoberfest في ميونخ، وكذلك في الأحداث والمعارض المتعلقة بالدراجات النارية.

## الأعلام العالمي
ظهرت عروض «جدار الموت» في العديد من الأفلام بما في ذلك Spare a Copper 1941، وعام There Is Another Sun 1951، بعنوان (بالإنجليزية: Wall of death)‏ في الولايات المتحدة)، وفلم Roustabout عام 1964 وايضا في The Lickerish Quartet عام 1970 وايضا Eat the Peach عام 1986 و My House in Umbria عام 2003.
فيلم وثائقي قصير يوناني حول الممارسة في اليونان، "Ο γύρος του θανάτου" "The Spin of Death"، صدر في عام 2004، عرض في مهرجانات أفلام مختلفة في البلاد.
فيلم يوناني طويل يحمل نفس الاسم، تم إنتاجه في عام 1983، يحتوي على بطل الرواية الذي يستعرض بجدار الموت في أراضي الكرنفال المحلية.
يمكن العثور على أغنية "Wall of Death" لريتشارد وليندا طومسون في ألبومهم Shoot Out the Lights وأحيانًا تغنى بها ريتشارد تومبسون في عروضه الحية. تدور كلمات الأغنية حول رغبة المغني في «ركوب جدار الموت مرة أخرى»، قائلاً إنه لا يضيع الوقت على الألعاب الأخرى (كرنفال)، لأن جدار الموت «هو الأقرب إلى الحياة».
تشير الفرقة الأيرلندية الأمريكية غايليك ستورم إلى «جدار الموت» في أغنية "Cyclone McLusky" من ألبوم 2010 Cabbage.
تم تصوير الفيديو الموسيقي للفرقة الموسيقية البريطانية دجانجو دجانغو لأغنيتهم WOR في عرض بئر الموت في ساحة مها كومبه ميلا في الله أباد ويتميز بمقابلات مع بعض السائقين.
كانت صورة جدار الموت واحدة من أكثر الصور شعبية في ناشيونال جيوغرافيك عام 2009.